# Jung Yeon-joo
Jung Yeon-joo (hangeul: 정연주; Seul, 13 febbraio 1990) è un'attrice sudcoreana.
Oltre ad aver recitato in film e drama coreani, ha anche partecipato agli episodi 118 e 119, datati 21 e 28 gennaio 2012, del varietà Uri gyeolhonhaess-eo-yo, in coppia con Kyuhyun dei Super Junior. Ha una sorella minore.

## Filmografia

### Cinema
- Sonnim (손님), regia di Yoon Ga-eun (2011)
- Neus-eun bam (늦은 밤) (2012)
- Eolgul (얼굴), regia di Lee Jeong-haeng (2013)
- Return Match (리턴매치), regia di Kim Yong-wan e Jun Jong-hun (2013)
- C'est si bon (쎄시봉), regia di Kim Hyun-seok (2015)
- Alice: Wonderland-eseo on sonyeon (앨리스 : 원더랜드에서 온 소년), regia di Heo Eun-hee (2015)

### Televisione
- Neol gi-eokhae (널 기억해), regia di Jeong Hyo – miniserie TV, 2 puntate (2012)
- Dream High 2 (드림하이2) – serie TV, 12 episodi (2012)
- Byeoldo daldo ttajulge (별도 달도 따줄게) – serie TV (2012)
- Hakgyo 2013 (학교 2013) – serie TV (2012)
- Oh Ro-ra gongju (오로라 공주) – serie TV (2013)
- Africa-eseo sar-anamneun beop (아프리카에서 살아남는 법), regia di Kim Ho-young – film TV (2013)
- Yeojamanhwa gudu (여자만화 구두) – serie TV (2014)
- Manyeo-ui yeon-ae (마녀의 연애) – serie TV (2014)
- Seon-am-yeogo damjeongtan (선암여고 탐정단) – serie TV (2015)
- Cho-insidae (초인시대) – serie TV (2015)

## Videografia
- 2012 – "Phone" di Seo In-gook
- 2013 – "I Love You" di Daesung[4]
- 2014 – "Half Love, Left Hidden" di Wax
- 2014 – "Yesterday" di Suki
- 2015 – "My Love" di Eddie Kim
- 2015 – "In the End" dei Noel

## Riconoscimenti
- 2011 – International Short Film Festival
  - Miglior attrice
- 2012 – Festival international du court métrage de Clermont-Ferrand
  - Miglior attrice
- 2012 – Montreal Film Festival
  - Miglior attrice (Sonnim)